# Drynaria involuta
Drynaria involuta är en stensöteväxtart som beskrevs av Cornelis Rugier Willem Karel van Alderwerelt van Rosenburgh. Drynaria involuta ingår i släktet Drynaria och familjen Polypodiaceae. Inga underarter finns listade.